# Tomás de Lorenzana-Butrón e Irauregui
Tomás de Lorenzana-Butrón e Irauregui (Lleó, 2 d'abril de 1727 – Girona, 21 de gener de 1796), fou un religiós il·lustrat d'origen lleonès, bisbe de Girona.

## Vida
Tomàs de Lorenzana va néixer a Lleó el 1727 en el si d'una família benestant. Va estudiar a la Universitat d'Alcalà d'Henares i va ésser col·legial i rector del Col·legi Major de Sant Ildefons d'Alcalà. Més tard fou canonge doctoral a la catedral de Tui, penitencier a la de Salamanca i degà a la de Saragossa. El 28 de maig de 1775 va ésser investit bisbe de la seu de Girona. Va romandre al setial de la ciutat durant més de vint anys, fins a la seva mort el 1796.
El seu germà era el cardenal Francisco Antonio de Lorenzana, arquebisbe a Mèxic i Toledo i influent a la cúria romana. Amb ell compartia les idees il·lustrades que van marcar el seu episcopat: la preocupació per la cultura i l'ensenyament, la dignificació pel treball i l'atenció efectiva a pobres, malalts, orfes i dones marginades. Cal aspirar a la millora espiritual de les persones però també a la material.

## Episcopat
El llarg període en què va estar al front del bisbat de Girona es va caracteritzar per una gran eficàcia administrativa, comprensió de la realitat que l'envoltà i vocació de servei envers els més desafavorits.
Va reformar el Seminari introduint-hi noves càtedres, impulsant la biblioteca i oferint incentius, fins al punt que el 1795 va obtenir el reconeixement per a expedir graus acadèmics convalidables amb qualsevol universitat. Abordà la construcció de l'hospici de la Casa de Misericòrdia a Girona (1765), amb la col·laboració de l'arquitecte Ventura Rodríguez, i l'ampliació de l'Hospital (1776). A Olot també va aixecar-hi l'Hospici, obra del mateix arquitecte.
En el pla de l'educació popular, va posar en funcionament les escoles de gramàtica i retòrica de Girona. Encarregà el pintor Joan Carles Panyó i Figaró amb l'organització de les escoles de dibuix d'Olot (1783) (la futura escola d'Art d'Olot) i de Girona, bressol de la futura Escola Municipal d'Art. Creà també diversos tallers de fabricació de teixits de cotó, telers i preparació de pells, pensats per a la inserció laboral dels necessitats.

## La Capella de Sant Narcís
En el camp artístic, la seva contribució més important la constitueix la construcció de la capella que acull les relíquies de Sant Narcís, patró de Girona, a l'església de Sant Feliu. En el retrat del bisbe de Lorenzana realitzat per Manuel Tramulles i Roig, es pot observar com el bisbe sosté un document amb una planta. Aquesta planta correspon a la capella dedicada a Sant Narcís que es troba a l'interior de l'església de Sant Feliu.
El bisbe Tomàs va col·locar la primera pedra de la capella el 14 d'abril de 1782. El 2 de setembre de 1792 s'hi va traslladar el cos del sant. L'endemà, el bisbe va inaugurar solemnement la capella. La capella és en estil neoclàssic amb els diversos elements en marbre i el sepulcre d'argent. El projecte és, probablement, obra de Ventura Rodríguez.

## Llegat
Malgrat la magnificència amb què va abordar totes les seves obres, la seva vida privada va estar marcada per una gran senzillesa. El seu exemple el va fer molt estimat pels seus feligresos. A la seva mort, el 21 de gener de 1796, fou enterrat a la Catedral.
L'Hospital va rebre el seu nom durant molt de temps. La Casa de Convalescència s'ha convertit en la Casa de Cultura i du el seu nom. Alberga la biblioteca que ell mateix va crear. Tant Girona com Olot han dedicat sengles carrers principals al bisbe Lorenzana.